# Onthophagus tragus
Onthophagus tragus är en skalbaggsart som beskrevs av Fabricius 1792. Onthophagus tragus ingår i släktet Onthophagus och familjen bladhorningar. Inga underarter finns listade i Catalogue of Life.